# Celui que j'aime
Pour la chanson de Mireille Mathieu, voir Celui que j'aime (chanson). Pour la chanson de France Gall, voir Celui que j'aime (chanson de France Gall).
Celui que j'aime (わたしのすきなひと, Watashi no sukina hito) est un manga du studio CLAMP, dessiné par Mick Nekoi sur un scénario de Nanase Ohkawa, qui ne se présente pas sous la forme habituelle d'une série, mais plutôt sous celle d'un recueil de nouvelles très courtes, agrémentées de récits personnels des membres du studio, compilées en un seul volume.

En France, c'est Tonkam qui a récupéré les droits de ce manga, même si celui-ci est actuellement en rupture de stock chez l'éditeur.

## Synopsis
Celui que j'aime met en scène à travers douze nouvelles sur le sujet de l'être aimé douze jeunes filles différentes, chacune ayant sa propre histoire à raconter.

### Scène 1: Différente
« Je voulais être différente de d'habitude. » Une fille, après s'être disputée avec son petit ami, lui demande un rendez-vous au parc. Mais comme elle ne sait comment elle va s'y prendre pour s'excuser, elle décide de porter un kimono pour paraître plus différente. Or elle n'est pas la seule à avoir eu cette idée...

### Scène 2: Jolie
« Je trouve le mot "joli" très vague. » Une fille marchant dans la rue avec son copain s'interroge sur l'emploi du mot "joli", qu'elle considère comme un mot vide et troublant ne réflétant pas les sentiments de la personne, et plus particulièrement quand cela vient de la bouche de son ami...

### Scène 3: Je veux te voir
« Le bonheur pour une fille, c'est de pouvoir être avec celui qu'elle aime. » Il est mangaka, et elle se languit de ne jamais pouvoir le voir, à cause de son travail qui lui prend tout son temps. Elle commence ainsi à se poser tout un tas de questions sur lui, jusqu'à ce que celui-ci vienne la retrouver...

### Scène 4: Plus jeune que moi
« Je ne suis pas tombé amoureuse de lui à cause de son âge. » Une fille travaille dans la boulangerie tenue par sa famille, et tombe amoureuse du plus jeune des employés. Or elle a 24 ans, et lui 17, et elle pense qu'une telle barrière ne pourra jamais être franchie. Heureusement, pour celui qu'elle aime, l'âge n'est pas si important que ça...

### Scène 5: Soudain
« L'amour est toujours soudain. » Une fille travaille dans une société de design et est souvent débordée. De plus, son supérieur est un homme froid et renfermé. Or ce jour-là, elle remarque qu'elle a fait une énorme erreur, mais heureusement pour elle son chef arrive pour lui tendre une main secourable. Elle se rend compte qu'elle s'était totalement méprise sur lui, mais aussi qu'elle en est tombée amoureuse...

### Scène 6: Avec lui
« Je voulais avoir un point commun avec lui. » Une fille réfléchit sur son amour d'enfance pour un garçon qui jouait de l'harmonica, ce qui l'a poussé elle aussi de tout son cœur à s'exercer et à en jouer, afin de lui ressembler et de se rapprocher de lui le plus possible.

### Scène 7: Belle
« Aujourd'hui je voulais être la plus belle fille du monde. » Pour son rendez-vous amoureux avec son petit copain, une fille tenait à se faire vraiment belle. Or il pleut ce jour-là et tous ses préparatifs sont réduits à néant. Finalement, elle part en trombe de chez elle lorsqu'elle voit qu'elle va arriver en retard, persuadée d'être affreuse... Alors qu'au contraire son petit ami la trouve "particulièrement belle aujourd'hui".

### Scène 8: Inquiétude
« Je suis inquiète parce que je l'aime. » Une fille est partagée entre l'amour et l'inquiétude, et a peur que son ami la rejette. Elle en rêve même la nuit, où plusieurs de ses rêves se terminent de cette façon. Mais en allant le voir, elle comprend qu'elle était bien trop pessimiste, et se dit qu'il est naturel de s'inquiéter parce qu'on aime quelqu'un.

### Scène 9: Inquiétude
« La Saint-Valentin est un jour spécial pour donner un tel courage. » Une fille se demande comment confesser son amour à celui qu'elle aime et choisit finalement le jour de la Saint-Valentin pour se lancer, un jour où elle se sent plus courageuse que les autres.

### Scène 10: Ordinaire
« Je me demande comment les divers couples du monde ont pu ouvrir la porte qui mène de l'amour au mariage. » Tombée amoureuse d'un garçon qui appréciait particulièrement sa cuisine, une fille se demande comment passer d'une simple relation amoureuse au mariage, alors qu'en fait elle se rend compte qu'"il n'y a besoin de rien de particulier".

### Scène 11: Loin
« Ce n'est pas parce qu'on s'éloigne en distance que les cœurs s'éloignent. » Une fille qui habitait autrefois à quelques mètres de son copain ne peut plus le voir depuis que le père de ce dernier a été muté. Elle se demande ainsi s'il l'aime toujours, et commence à avoir peur qu'il fréquente d'autres filles. Or lors de leur rendez-vous, elle voit bien que celui-ci ne l'a pas oubliée...

### Scène 12: Mariage
« Je ne serai peut-être plus la même fille qu'avant le mariage. » Une fille appréhende son mariage avec inquiétude, et se dit que le mariage pourrait la changer à jamais aux yeux de son futur époux. Mais celui-ci est bien prêt à accepter leur nouvelle relation, ce qui la convainc d'aller jusqu'au bout.

## Publication
- Tonkam (septembre 2001)  (ISBN 2-84580-146-7)

## Autour du manga
- La première nouvelle est entièrement en couleurs.
- À la fin du volume se trouve une "édition pirate" du journal de CLAMP, où elles reviennent sur la création de l'ensemble des nouvelles.